# 히스티오나속
히스티오나속(Histiona)은 자코바목에 속하는 엑스카바타 원생생물 속의 하나이다.

## 하위 종
- H. aroides Pascher 1943
- H. zachariasi Voigt 1902
- H. velifera (Voigt 1901) Pascher 1943